# Sam Park
Samuel Lauderdale Park (sinh ngày 1 tháng 10 năm 1985) là một chính khách và luật sư người Mỹ gốc Hàn, người được bầu vào Hạ viện Georgia trong cuộc bầu cử năm 2016. Thành viên của Đảng Dân chủ, ông đại diện cho quận 101.

## Đầu đời và giáo dục
Park được sinh ra trong một gia đình Cộng hòa Kitô giáo. Ông bà của ông là những người tị nạn từ Chiến tranh Triều Tiên. Park có bằng luật từ Cao đẳng Luật Georgia và Cao đẳng Luật Washington.